# Puya pratensis
Puya pratensis är en gräsväxtart som beskrevs av Lyman Bradford Smith. Puya pratensis ingår i släktet Puya och familjen Bromeliaceae.
Artens utbredningsområde är Peru. Inga underarter finns listade i Catalogue of Life.